# قحذان (السياني)

تعديل مصدري - تعديل

قحذان هي إحدى قرى عزلة الأزارق بمديرية السياني التابعة لمحافظة إب، بلغ تعداد سكانها 633 نسمة حسب تعداد اليمن لعام 2004.